# Прощальное паломничество
Проща́льное пало́мничество (араб. حجة الوداع‎‎) — единственное паломничество (хадж) в Мекку, совершённое пророком Мухаммедом в последний год своей жизни. Хадж был совершён в месяце зуль-хиджа 10 года хиджры. На девятый день этого месяца пророк Мухаммед обратился со своей знаменитой программной речью (хутбой) ко всем мусульманам. В ходе этого паломничества были заложены окончательные традиции совершения хаджа.

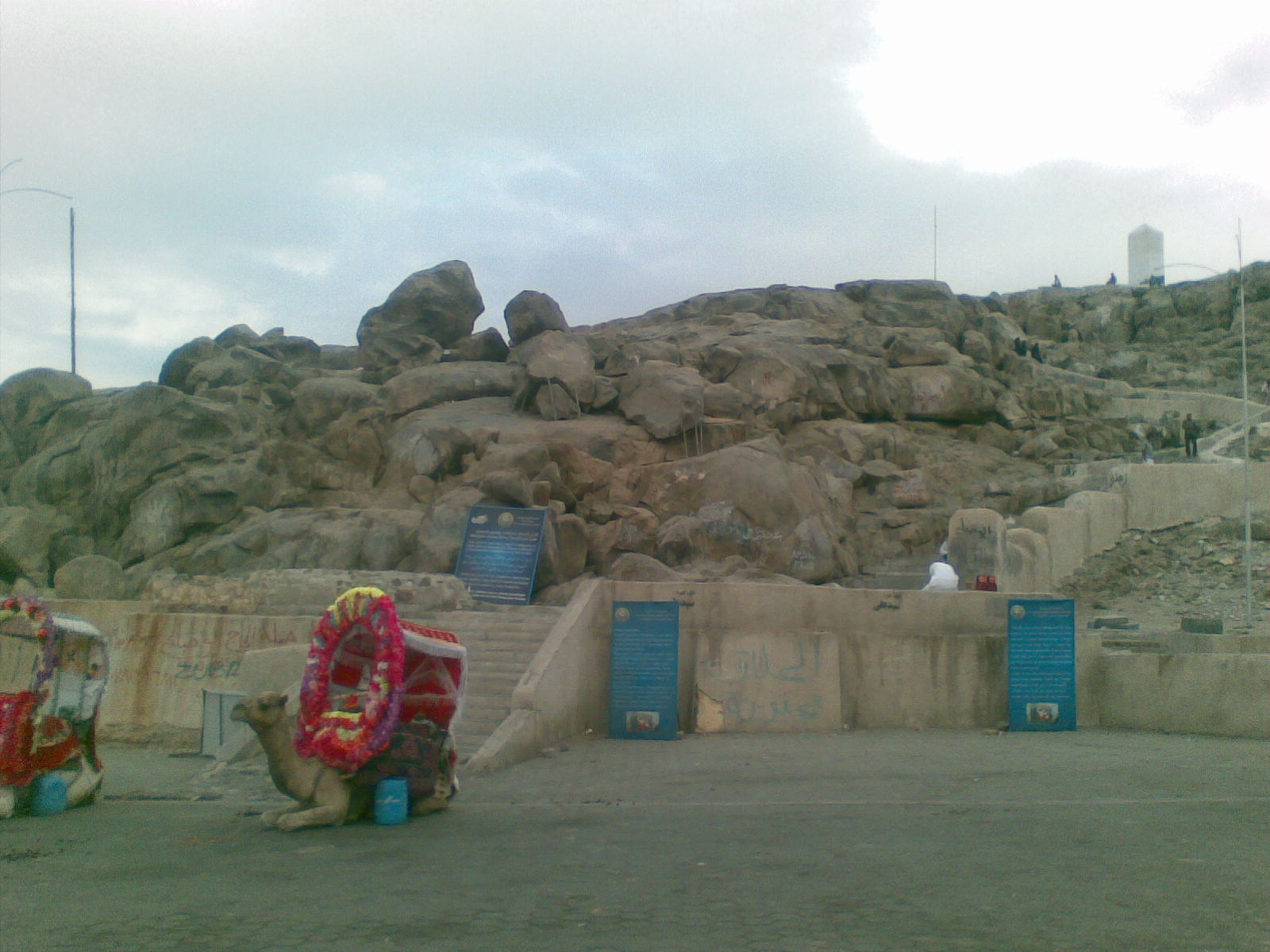
Гора Арафат, также известная как Джабаль Рахма, с белой мраморной колонной, обозначающей место, с которого пророк Мухаммед произнёс прощальную проповедь.

## Прибытие в Мекку
25 января 632 года пророк Мухаммед вышел из Медины для совершения хаджа. С собой он взял жён и гнал 100 верблюдов для жертвоприношения, а уже 3 февраля он вступил в Мекку. В Мекке к нему присоединился Али ибн Абу Талиб. В четверг пророк Мухаммад со своими сподвижниками совершил семикратный обход вокруг Каабы, поехал в Мина и пробыл там до захода солнца. Из Мины Мухаммед двинулся к горе Арафат и пробыл там до захода солнца.

## Проповедь
В долине Мина Мухаммад лично забил 36 жертвенных верблюдов, а после полуденной молитвы обратился к паломникам с речью, разъясняющей основные установления ислама. Пророк Мухаммад сказал: «О люди, послушайте меня! Поистине, не знаю я, может быть, и не встречу я вас больше на этом месте после этого года! Поистине, жизнь ваша, имущество и честь должны быть столь же запретными и неприкосновенными для вас, сколь запретным является этот день в этом месяце в этом городе! Разве не отменил я все установления джахилии? И среди прочего отменяются доисламские счѐты кровной мести, что прежде всего касается Рабиа ибн аль-Хариса, и запрещается ростовщичество, получившее распространение во времена джахилии, и прежде всего я полностью освобождаю должников Аббаса ибн Абд аль-Мутталиба от выплаты ему процентов! И бойтесь Аллаха в том, что касается женщин, ибо принадлежат они вам по слову Аллаха, а поэтому вы вправе требовать от них, чтобы не пускали они в ваши постели никого иного, а если они сделают это, то вы можете бить их, но не жестоко, они же вправе требовать от вас, чтобы вы кормили и одевали их, как это принято. Я оставлю вам то, что не даст вам сбиться с пути, если станете вы крепко держаться этого, — Книгу Аллаха. А теперь скажите, что вы будете отвечать, когда вас спросят обо мне?» Люди сказали: «Мы засвидетельствуем, что ты передал нам то, что было тебе велено сообщить, сохранил в целости то, что было тебе доверено, и наставлял нас». И тогда Пророк трижды воскликнул: «О Аллах, призываю Тебя засвидетельствовать это!» Кроме того, Мухаммад затронул и другие вопросы, после чего ему был ниспослан аят, в котором говорилось: «Сегодня Я ради вас усовершенствовал вашу религию, довел до конца Мою милость к вам и одобрил для вас в качестве религии ислам.».
Историки склонны видеть в речи Мухаммада предчувствие его близкой кончины, однако во время хаджа он был физически совершенно здоров. Эту проповедь также называют хадж аль-билаг, так как Пророк спрашивал людей о том, исполнил ли он свою обязанность до конца (балагат).

## Совершение ритуалов хаджа
После обхода Каабы и ритуального бега между ас-Сафа и аль-Марвой Мухаммад накрыл Каабу покрывалом. Отказавшись жить в доме, он поселился в палатке в верхней части города. В четверг он совершил семикратный обход Каабы и со своими сподвижниками поехал в Мина, где пробыл до захода солнца. Оттуда он двинулся к Арафату и пробыл там до захода солнца. До этого курайшиты не посещали Арафат, считая это ниже достоинства постоянных обитателей священной территории. Этот шаг означал сближение обрядов всех племен, почитавших святыни района Мекки, и обозначил разрыв с языческими традициями.
Сразу после окончания обрядов хаджа Мухаммад отправился обратно в Медину, не задерживаясь в Мекке.